# Hospital de Yungay
El Hospital Comunitario de Salud Familiar Pedro Morales Campos de Yungay, o simplemente Hospital de Yungay, es un servicio de salud hospitalario ubicado en la ciudad de Yungay, y que atiende a las comunas de El Carmen, Pemuco y Yungay. Cuenta con 4 servicios básicos de atención: Medicina Hombres y Mujeres; Maternidad y Pediatría y Urgencias. Tiene una dotación de 58 camas.

## Historia
Su nombre es en honor a Pedro Morales Campos, quien donara el terreno donde se construyó el edificio de 2.200 m² en 1962. En 1997 se le anexionó el servicio geriátrico con 20 camas y en 1999 se implementó su consultorio adosado.